# Strandwerkgroep
De Strandwerkgroep België (SWG) is een Belgische vereniging die zich toelegt op de studie van de mariene biologie. Ze ontstond uit de Strandwerkgroep van de Belgische Jeugdbond voor Natuurstudie. Leden ontvangen het tijdschrift De Strandvlo, dat voor het eerst verscheen in 1981.  
De vereniging organiseert naast excursies langs de Belgische kust ook studienamiddagen en spreekbeurten. Jaarlijks wordt ook een meerdaagse studiereis naar het buitenland georganiseerd.